# Salt River Township (comté d'Adair, Missouri)
Salt River Township est un township du comté d'Adair dans le Missouri, aux États-Unis,. En 2010, le township comptait une population de 1 043 habitants.  Le township est baptisé en référence à l'une de ses rivières.

## Source de la traduction
- (en) Cet article est partiellement ou en totalité issu de l’article de Wikipédia en anglais intitulé « Salt River Township, Adair County, Missouri » (voir la liste des auteurs).